# Inventaire fédéral des paysages, sites et monuments naturels d'importance nationale
Pour les articles homonymes, voir IFP.
L'inventaire fédéral des paysages, sites et monuments naturels d'importance nationale (IFP) est un inventaire naturel suisse.

## Histoire
C'est le 10 août 1977 que le Conseil fédéral publie une « Ordonnance concernant l’inventaire fédéral des paysages, sites et monuments naturels » (OIFP), basé sur l'article 5 de la Loi fédérale sur la protection de la nature et du paysage (LPN) et qui regroupe l'ensemble des paysages et monuments naturels de Suisse identifiés par Pro Natura, la ligue suisse du patrimoine national (LSP) et le Club alpin suisse (CAS). 
Malgré la protection dont ils sont l'objet, les objets contenus dans l'inventaire semblent, d'après une étude mandatée par la Fondation suisse pour la protection et l'aménagement du paysage et Pro Natura, être victimes d'un important degré de mitage et de fragmentation

## Contenu
L'inventaire comprend quatre types d'objets, à savoir les objets uniques par leur beauté, leur importance ou leur spécificité, les paysages types, les paysages de détente et les monuments naturels, tels que les blocs erratiques. En quatre phases successives, le nombre d'objets référencés est passé de 65 sites à 120 en 1983 135 en 1996 et 162 en 1998, représentant une surface totale de 7 806 km2, soit un peu moins de 20 % de la surface totale du pays.
Les différents éléments listés ci-dessous sont divisés en 10 groupes géographiques, identifiables grâce aux deux premiers chiffres du numéro de l'objet comme suit :
- 10 : Jura et plateau jurassien
- 11 : Jura tabulaire et pied nord du Jura
- 12 : Ouest du plateau suisse
- 13 : Centre du plateau suisse
- 14 : Nord et est du plateau suisse
- 15 : Versant nord ouest des Alpes
- 16 : Région centrale et orientale du nord des Alpes
- 17 : Valais
- 18 : Tessin
- 19 : Grisons

| Numéro | Nom                                                                                      | Référencé en | Canton(s)            |
| ------ | ---------------------------------------------------------------------------------------- | ------------ | -------------------- |
| 1001   | La rives gauche du lac de Bienne                                                         | 1977         | BE                   |
| 1002   | Le Chasseral                                                                             | 1977         | BE et NE             |
| 1003   | Tourbières des Ponts-de-Martel                                                           | 1977         | NE                   |
| 1004   | Le Creux du Van et les gorges de l'Areuse                                                | 1977         | NE et VD             |
| 1005   | La vallée de la Brévine                                                                  | 1977         | NE                   |
| 1006   | La vallée du Doubs                                                                       | 1977         | JU et NE             |
| 1007   | La Dôle                                                                                  | 1977         | VD                   |
| 1008   | Les Franches-Montagnes                                                                   | 1977         | BE et JU             |
| 1009   | Les gorges du Pichoux                                                                    | 1977         | BE et JU             |
| 1010   | Weissenstein                                                                             | 1977         | SO                   |
| 1011   | Lägerengebiet                                                                            | 1977         | AG et ZH             |
| 1012   | Belchen-Passwang-Gebiet                                                                  | 1983         | BL et SO             |
| 1013   | Les roches de Châtoillon                                                                 | 1983         | NE                   |
| 1014   | Chassagne                                                                                | 1983         | VD                   |
| 1015   | Le pied sud du Jura vers La Sarraz                                                       | 1983         | VD                   |
| 1016   | Aarewaage et Aarburg                                                                     | 1996         | AG et SO             |
| 1017   | Aargauer und östlicher Solothurner Faltenjura                                            | 1996         | AG et SO             |
| 1018   | Aareschlucht Brugg                                                                       | 1996         | AG                   |
| 1019   | Wasserschloss (à la confluence de l'Aar de la Reuss et de la Limmat)                     | 1996         | AG                   |
| 1020   | Ravellenflue et Chluser Roggen à Oensingen                                               | 1996         | SO                   |
| 1021   | Les gorges de Moutier                                                                    | 1996         | BE                   |
| 1022   | La vallée de Joux et le Haut-Jura vaudois                                                | 1998         | VD                   |
| 1023   | Le Mormont                                                                               | 1998         | VD                   |
| 1101   | Les étangs de Bonfol et de Vendlincourt                                                  | 1977         | JU                   |
| 1102   | Randen                                                                                   | 1977         | SH                   |
| 1103   | Koblenzerlaufen                                                                          | 1977         | AG                   |
| 1104   | Tafeljura nördlich Gelterkinden                                                          | 1983         | BL                   |
| 1105   | Baselbieter und Fricktaler Tafeljura                                                     | 1983         | AG, BL et SO         |
| 1106   | Chilpen bei Diegten                                                                      | 1983         | BL                   |
| 1107   | Gempenplateau                                                                            | 1983         | BL et SO             |
| 1108   | Aargauer Tafeljura                                                                       | 1996         | AG                   |
| 1109   | Aarelandschaft bei Klingnau                                                              | 1996         | AG                   |
| 1110   | Wangenfingertal et Osterfingertal                                                        | 1996         | SH                   |
| 1201   | La Côte                                                                                  | 1977         | VD                   |
| 1202   | Lavaux                                                                                   | 1977         | VD                   |
| 1203   | Les grèves vaudoises de la rive gauche du lac de Neuchâtel                               | 1977         | VD                   |
| 1204   | Le Rhône genevois -Vallons de l'Allondon et de la Laire                                  | 1977         | GE                   |
| 1205   | Le bois de Chênes                                                                        | 1977         | VD                   |
| 1206   | Les coteaux de Cortaillod et de Bevaix                                                   | 1977         | NE                   |
| 1207   | Le marais de la haute Versoix                                                            | 1977         | VD                   |
| 1208   | La rive sud du lac de Neuchâtel                                                          | 1983         | BE, FR, NE et VD     |
| 1209   | Le mont Vully                                                                            | 1983         | FR                   |
| 1210   | Chanivaz et le delta de l'Aubonne                                                        | 1996         | VD                   |
| 1301   | St. Petersinsel-Heidenweg                                                                | 1977         | BE                   |
| 1302   | Alte Aare/Alte Zihl                                                                      | 1977         | BE                   |
| 1303   | Hallwilersee                                                                             | 1977         | AG et LU             |
| 1304   | Baldeggersee                                                                             | 1977         | LU                   |
| 1305   | Reusslandschaft                                                                          | 1977         | AG                   |
| 1306   | Albiskette-Reppischtal                                                                   | 1983         | ZH                   |
| 1307   | Glaziallandschaft zwischen Lorzentobel und Sihl mit Höhronenkette                        | 1993         | SZ et ZH             |
| 1308   | Moorlandschaft Rothenthurm-Altmatt-Biberbrugg                                            | 1983         | SZ et ZG             |
| 1309   | Le lac de Zoug                                                                           | 1983         | SZ, LU et ZG         |
| 1310   | Gletschergarten Luzern                                                                   | 1983         | LU                   |
| 1311   | Napfbergland                                                                             | 1983         | BE et LU             |
| 1312   | Wässermatten in den Tälern der Langete, der Rot und der Önz                              | 1983         | BE et LU             |
| 1313   | Steinhof-Steinenberg-Burgäschisee                                                        | 1983         | BE et SO             |
| 1314   | Aarelandschaft Thun-Bern                                                                 | 1983         | BE                   |
| 1315   | Amsoldinger- und Uebeschisee                                                             | 1983         | BE                   |
| 1316   | Stausee Niederried                                                                       | 1983         | BE                   |
| 1317   | Endmoränenzone von Staffelbach                                                           | 1996         | AG                   |
| 1318   | Wauwilermoos-Hagimoos-Mauensee                                                           | 1996         | LU                   |
| 1319   | Aareknie Wolfwil-Wynau                                                                   | 1996         | BE et SO             |
| 1320   | Schwarzenburgerland mit Sense- und Schwarzwasser-Schluchten                              | 1996         | BE et FR             |
| 1321   | Emmentallandschaft mit Räbloch, Schopfgraben und Rämisgummen                             | 1996         | BE                   |
| 1401   | Drumlinlandschaft Zürcher Oberland                                                       | 1977         | ZH                   |
| 1402   | Imenberg                                                                                 | 1977         | TG                   |
| 1403   | Glaziallandschaft zwischen Thur und Rhein mit Nussbaumer Seen und Andelfinger Seenplatte | 1977         | TG et ZH             |
| 1404   | Glaziallandschaft Neerach-Stadel                                                         | 1977         | ZH                   |
| 1405   | Frauenwinkel-Ufenau-Lützelau                                                             | 1977         | SZ                   |
| 1406   | Zürcher Obersee                                                                          | 1977         | SZ et SG             |
| 1407   | Katzenseen                                                                               | 1977         | ZH                   |
| 1408   | Unteres Fällander Tobel                                                                  | 1977         | ZH                   |
| 1409   | Lac de Pfäffikon                                                                         | 1977         | ZH                   |
| 1410   | Irchel                                                                                   | 1977         | ZH                   |
| 1411   | Untersee-Hochrhein                                                                       | 1983         | SH, TG et ZH         |
| 1412   | Les chutes du Rhin                                                                       | 1983         | SH et ZH             |
| 1413   | Thurgauisch-fürstenländische Kulturlandschaft mit Hudelmoos                              | 1983         | SG et TG             |
| 1414   | Thurlandschaft Lichtensteig-Schwarzenbach                                                | 1983         | SG                   |
| 1415   | Böllenbergtobel bei Uznach                                                               | 1983         | SG                   |
| 1416   | Kaltbrunner Riet                                                                         | 1983         | SG                   |
| 1417   | Lützelsee-Seeweidsee-Uetziker Riet                                                       | 1983         | ZH                   |
| 1418   | Espi-Hölzli                                                                              | 1983         | TG                   |
| 1419   | Pfluegstein ob Erlenbach                                                                 | 1983         | ZH                   |
| 1420   | Hörnli-Bergland (Quellgebiete der Töss und der Murg)                                     | 1996         | SG, TG et ZH         |
| 1501   | Gelten-Iffigen                                                                           | 1977         | BE                   |
| 1502   | Les Grangettes (Vaud)                                                                    | 1977         | VD                   |
| 1503   | Les Diablerets                                                                           | 1977         | VD                   |
| 1713   | Le vallon de Nant-Derborence                                                             | 1977         | VD, VS               |
| 1504   | Vanil Noir                                                                               | 1977         | FR et VD             |
| 1505   | Hohgant                                                                                  | 1977         | BE                   |
| 1506   | Chaltenbrunnenmoor-Wandelalp                                                             | 1977         | BE                   |
| 1507   | Berner Hochalpen                                                                         | 1983         | BE                   |
| 1706   | Aletsch-Bietschhorn-Gebiet, partie nord                                                  | 1983         | BE et VS             |
| 1508   | Weissenau                                                                                | 1983         | BE                   |
| 1509   | Luegibodenblock                                                                          | 1983         | BE                   |
| 1510   | La Pierreuse-Gummfluh et la vallée de L'Étivaz                                           | 1983         | BE et VD             |
| 1511   | Giessbach                                                                                | 1996         | BE                   |
| 1512   | Aareschlucht Innertkirchen-Meiringen                                                     | 1996         | BE                   |
| 1513   | Engstligenfälle avec Engstligenalp                                                       | 1996         | BE                   |
| 1514   | Breccaschlund                                                                            | 1996         | FR                   |
| 1515   | La tour d'Aï et la Dent de Corjon                                                        | 1998         | VD et FR             |
| 1601   | Silberen                                                                                 | 1977         | GL et SZ             |
| 1602   | Murgtal-Mürtschental                                                                     | 1977         | GL et SG             |
| 1603   | Maderanertal-Fellital                                                                    | 1977         | UR                   |
| 1604   | Lauerzersee                                                                              | 1977         | SZ                   |
| 1605   | Pilatus                                                                                  | 1977         | LU, NW et OW         |
| 1606   | Le lac des Quatre-Cantons avec Kernwald, le Bürgenstock et le Rigi                       | 1983         | LU, NW, OW, SZ et UR |
| 1607   | Bergsturzgebiet von Goldau                                                               | 1983         | SZ et ZG             |
| 1608   | Flyschlandschaft Hagleren-Glaubenberg-Schlieren                                          | 1983         | LU et OW             |
| 1609   | Biosphère de l'Entlebuch                                                                 | 1983         | LU                   |
| 1610   | Scheidnössli bei Erstfeld                                                                | 1983         | UR                   |
| 1611   | Lochseite bei Schwanden                                                                  | 1983         | GL                   |
| 1612   | Le Säntis                                                                                | 1996         | AR, AI et SG         |
| 1613   | Speer-Churfirsten-Alvier                                                                 | 1996         | SG                   |
| 1614   | Taminaschlucht                                                                           | 1996         | SG                   |
| 1615   | Melser Hinterberg-Flumser Kleinberg                                                      | 1996         | SG                   |
| 1701   | Binntal                                                                                  | 1977         | VS                   |
| 1702   | Le lac de Tanay                                                                          | 1977         | VS                   |
| 1703   | Le val de Bagnes                                                                         | 1977         | VS                   |
| 1704   | Le mont d'Orge près de Sion                                                              | 1977         | VS                   |
| 1705   | Valère et Tourbillon                                                                     | 1977         | VS                   |
| 1707   | La Dent Blanche, le Cervin et le Mont Rose                                               | 1983         | VS                   |
| 1708   | Les pyramides d'Euseigne                                                                 | 1983         | VS                   |
| 1709   | Les blocs erratiques au-dessus de Monthey et de Collombey                                | 1983         | VS                   |
| 1710   | Rhonegletscher mit Vorgelände                                                            | 1996         | VS                   |
| 1711   | Rarogne-Heidnischbiel                                                                    | 1996         | VS                   |
| 1712   | Les Follatères et le Mont du Rosel                                                       | 1996         | VS                   |
| 1714   | Bergij - Platten                                                                         | 1998         | VS                   |
| 1715   | Les gorges du Trient                                                                     | 1998         | VS                   |
| 1716   | La forêt de Finges-Illgraben                                                             | 1998         | VS                   |
| 1717   | Laggintal-Zwischbergental                                                                | 1998         | VS                   |
| 1718   | Le Val de Réchy-Sasseneire                                                               | 1998         | VS                   |
| 1801   | Piora-Lucomagno-Dötra                                                                    | 1977         | TI                   |
| 1802   | Delta del Ticino e della Verzasca                                                        | 1977         | TI                   |
| 1803   | Monte Generoso                                                                           | 1977         | TI                   |
| 1804   | Monte San Giorgio                                                                        | 1977         | TI                   |
| 1805   | Monte Caslano                                                                            | 1977         | TI                   |
| 1806   | Ponte Brolla-Losone                                                                      | 1977         | TI                   |
| 1807   | Val Verzasca                                                                             | 1983         | TI                   |
| 1808   | Val Bavona                                                                               | 1983         | TI                   |
| 1809   | Campolungo-Campo Tencia-Piumogna                                                         | 1983         | TI                   |
| 1810   | Monte San Salvatore                                                                      | 1983         | TI                   |
| 1811   | Arbòstora-Morcote                                                                        | 1983         | TI                   |
| 1812   | Gandria e dintorni                                                                       | 1983         | TI                   |
| 1813   | Denti della Vecchia                                                                      | 1983         | TI                   |
| 1814   | Paesaggio fluviale e antropico della Valle del Sole (Blenio)                             | 1996         | TI                   |
| 1901   | Lac de Toma (Lai da Tuma)                                                                | 1977         | GR                   |
| 1902   | Ruinaulta                                                                                | 1977         | GR                   |
| 1903   | Auenlandschaft am Unterlauf des Hinterrheins                                             | 1977         | GR                   |
| 1904   | Val di Campo                                                                             | 1977         | GR                   |
| 1905   | Kesch-Ducan-Gebiet                                                                       | 1977         | GR                   |
| 1906   | Trockengebiet im unteren Domleschg                                                       | 1977         | GR                   |
| 1907   | Quellgebiet des Hinterrheins und San Bernardino Passhöhe                                 | 1977         | GR                   |
| 1908   | Oberengadiner Seenlandschaft und Berninagruppe                                           | 1983         | GR                   |
| 1909   | Piz Arina                                                                                | 1983         | GR                   |
| 1910   | Silvretta-Vereina                                                                        | 1983         | GR                   |
| 1911   | Tomalandschaft bei Domat/Ems                                                             | 1983         | GR                   |
| 1912   | Paludi del San Bernardino                                                                | 1996         | GR                   |
| 1913   | Greina-Piz Medel                                                                         | 1996         | GR et TI             |
| 1914   | Plasseggen-Schijenflue                                                                   | 1996         | GR                   |
| 1915   | Parc national suisse                                                                     | 1996         | GR                   |
| 1916   | Val Bondasca-Val da l'Albigna                                                            | 1998         | GR                   |